# ۱۷۲ (عدد)
۱۷۲(صد و هفتاد و دو) یک عدد طبیعی است که بعد از ۱۷۱ و قبل از ۱۷۳ قرار دارد.